# Manuela Keller-Schneider
Manuela Keller-Schneider (* 30. November 1959 in Basel) ist ein Schweizer Erziehungswissenschaftlerin, Professorin für Professionsforschung und Lehrer/innenbildung an der Pädagogischen Hochschule Zürich und Privatdozentin für Erziehungswissenschaften an der Philipps-Universität Marburg.

## Leben
Keller-Schneider bildete sich zunächst am Oberseminar des Kantons Zürich zur Primarlehrerin aus und absolvierte eine Ausbildung in Musikalischer Früherziehung und Grundschule. Im Anschluss unterrichtete sie sieben Jahre an der Volksschule des Kantons Zürich und der Musikschule. Parallel zu ihrer Tätigkeit als Lehrerin begann sie ein Studium in Psychologie, Psychopathologie des Kindes- und Jugendalters und Musikwissenschaften an der Universität Zürich, das sie 1989 mit dem Lizentiat abschloss. In den Folgejahren arbeitete sie als Schulpsychologin und am Seminar für Pädagogische Grundausbildung in der Lehrerinnen- und Lehrerbildung. Es erfolgten Weiterbildungen zur Psychotherapeutin in Phasischer Paar- und Familientherapie, zur Fachpsychologin FSP für Kinder- und Jugendpsychologie und zur Supervisorin und Organisationsberaterin BSO. Nach Übernahme eines Lehrauftrages in der Zürcher Lehrerinnen- und Lehrerbildung promovierte Keller-Schneider bei den Prof. Stoll und Oser an der Universität Zürich mit einer Arbeit zu Herausforderungen im Berufseinstieg für Lehrpersonen im Jahr 2008. 2014 habilitierte sie sich an der Philipps-Universität Marburg mit einer Arbeit zum Thema Kompetenzentwicklung und der Bedeutung von individuellen und kollektiven Ressourcen. Keller-Schneider erhielt die Venia legendi für das Fachgebiet der Erziehungswissenschaft mit dem Schwerpunkt Schulpädagogik. Seit 2002 ist sie Dozentin, seit 2013 Professorin an der Pädagogischen Hochschule Zürich.

## Forschung
Keller-Schneider forscht und publiziert insbesondere über den Berufseinstieg und die Professionalisierung von Lehrerinnen und Lehrern. Als theoretisches Fundament dafür hat sie ein Modell zur Kompetenzentwicklung im berufsbiographischen Verlauf entwickelt. Der Transfer der Forschungsergebnisse in die Schulpraxis ist ihr ein besonderes Anliegen, in Lehre und Publikationen verknüpft sie theoriebasierte Elemente, Fallbeispiele und Reflexionsimpulsen für Lehrerinnen und Lehrer.
Zusammen mit Uwe Hericks gilt sie als Vertreterin der berufsbiographischen Richtung der pädagogischen Professionsforschung.

## Veröffentlichungen
Eine vollständige Publikationsliste ist auf der Website der Pädagogischen Hochschule Zürich aufgeführt.
- Entwicklungsaufgaben im Berufseinstieg von Lehrpersonen. Beanspruchung durch berufliche Herausforderungen im Zusammenhang mit Kontext- und Persönlichkeitsmerkmalen. Waxmann, Münster 2010.
- Selbstgesteuertes Lernen an der Hochschule – Kompetenzentwicklung und die Bedeutung von individuellen Merkmalen der Studierenden. In: A. Gehrmann, B. Kranz, S. Pelzmann, A. Reinartz (Hrsg.): Formation und Transformation der Lehrerbildung. Entwicklungstrends und Forschungsbefunde. Klinkhardt, Bad Heilbrunn 2013, S. 189–205.
- Berufseinstieg, Berufsbiographien und Berufskarriere von Lehrerinnen und Lehrern. In: M. Rothland (Hrsg.): Beruf Lehrer/Lehrerin, ein Studienbuch. Waxmann UTB, Münster 2016, S. 277–298.
- M. Keller-Schneider, A. S. Yeung, H. F. Zhong: Supporting teachers’ sense of competence: Effects of perceived challenges and coping strategies. In: L. A. Caudle (Hrsg.): Teachers and teaching : global practices, challenges, and prospects. New York 2018, ISBN 978-1-5361-3453-7, S. 269–289.
- Forschungen zum Berufseinstieg. Übergang von der Ausbildung in den Beruf. In: E. Terhart, H. Bennewitz, M. Rothland: Handbuch der Forschung zum Lehrerberuf. 2., überarbeitete Auflage. Waxmann, Münster 2014.
- „Es genügt nicht mehr, einfach zu unterrichten.“ Den Umgang mit Ungewissheit als Herausforderung annehmen. In: A. Paseka, M. Keller-Schneider, A. Combe (Hrsg.): Ungewissheit als Herausforderung für pädagogisches Handeln. VS Springer, Wiesbaden 2018, S. 231–254.
- Impulse zum Berufseinstieg. Grundlagen – Erfahrungsberichte – Reflexionsinstrumente. hep, Bern 2018.
- U. Hericks, M. Keller-Schneider, A. Bonnet: Herausforderung: Lehrerprofessionalität in berufsbiografischer Perspektive. In: M. Gläser-Zikuda, C. Rohlfs, M. Harring (Hrsg.): Handbuch Schulpädagogik. Waxmann, Münster 2018, S. 597–607.
- Entwicklungsaufgaben im Berufseinstieg von Lehrpersonen. Bearbeitung von beruflichen Herausforderungen im Zusammenhang mit Kontext- und Persönlichkeitsmerkmalen und in berufsphasendifferenten Vergleichen. 2., überarbeitete und erweiterte Auflage. Waxman, Münster 2020.